# Race Across America
Race Across America (zkráceně RAAM, česky Závod napříč Amerikou) je cyklistický závod ve Spojených státech amerických. První ročník se jel v roce 1982 pod názvem Great American Bike Race (Velký americký cyklistický závod).

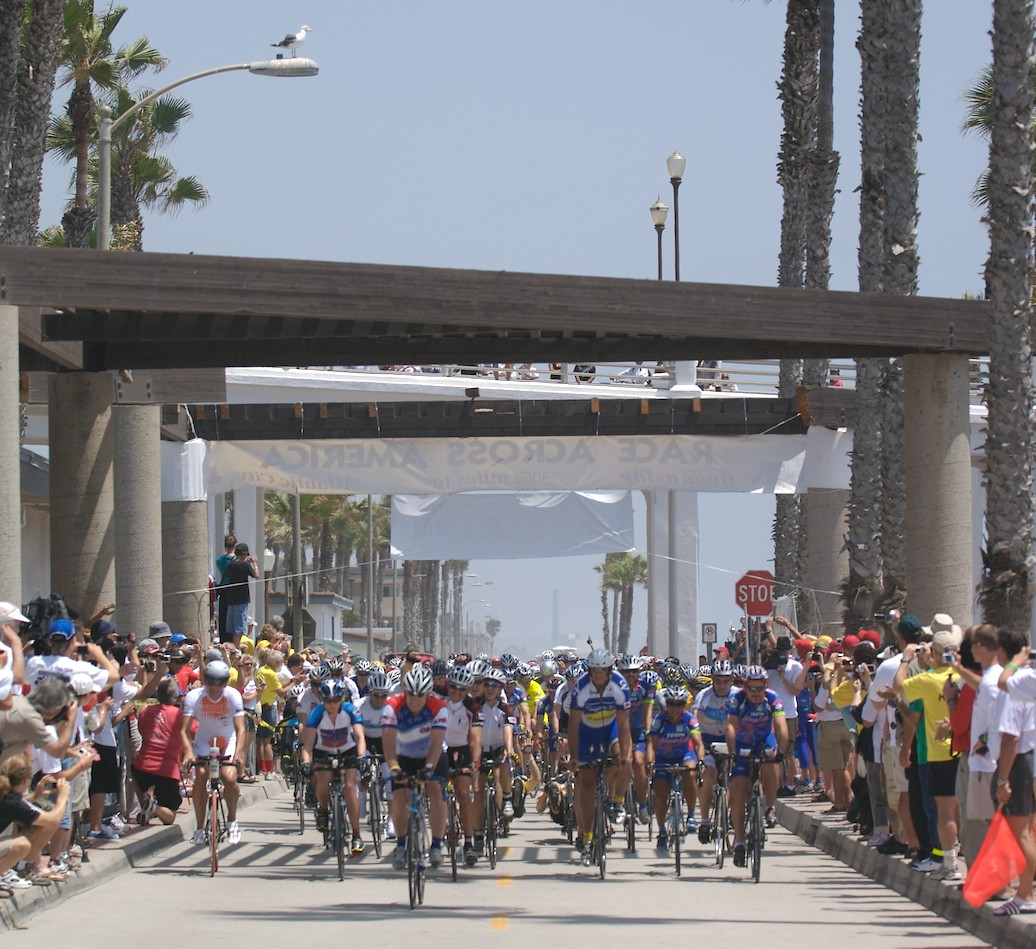
Závodníci startují v roce 2007 z kalifornského Oceanside

Závod je zvláštní tím, že se jede bez oficiálních přestávek, je jen na závodnících, jak moc a kdy budou odpočívat — čas jim ovšem běží stále. Trasa je stanovena každý rok jinak, ale vždy vede ze Západního pobřeží na Východní pobřeží, tedy přes celý kontinent. Délka trasy činí 4940 kilometrů (2019) a nejlepší závodníci ji jedou osm až deset dní.
Závod je velmi náročný na celkovou fyzickou výdrž, vítězové obvykle tráví v sedle 22 hodin denně. Až polovina závodníků z důvodu vyčerpání nebo ze zdravotních důvodů závod v průběhu vzdá.
Rekordmanem v počtu vítězství je Christoph Strasser, který závod vyhrál šestkrát.

## Česká účast
První český cyklista, který dokázal tento závod pokořit, byl v roce 2012 Svatopluk Božák, do cíle tohoto náročného závodu dojel v čase 10 dnů 15 hodin a 41 minut na šestém místě v kategorii sólo muži.
První český tým, který se Závodu napříč Amerikou zúčastnil, byl v roce 2014 „Team Czech Republic 1“ startující ve složení David Bureš, Jiří Kalousek, Jiří „Oldy“ Kříž a kapitán týmu Michal Jon; tým skončil v čase 6 dnů 22 hodin a 41 minut na desátém místě v kategorii čtyřčlenných týmů.